# Урочище «Гайдучино ІІ»
Уро́чище «Гайду́чино ІІ» — ботанічна пам'ятка природи місцевого значення в Україні. Об'єкт природно-заповідного фонду Хмельницької області. 
Розташована в межах Красилівської міської громади Хмельницького району Хмельницької області, на південь від села Слобідка-Красилівська. 
Площа 2,5 га. Статус присвоєно згідно з розпорядженням облвиконкому від 30.01.1969 року № 72-р. Перебуває у віданні ДП «Старокостянтинівський лісгосп» (Красилівське лісництво, кв. 80, вид. 7). 
Статус присвоєно для збереження частини лісового масиву з цінними насадженнями граба.